# Schismatoglottis tahubangensis
Schismatoglottis tahubangensis là một loài thực vật có hoa trong họ Ráy (Araceae). Loài này được A.Hay & Hersc. mô tả khoa học đầu tiên năm 2003.